# Serapias cypria
Serapias cypria är en orkidéart som beskrevs av Helmut Baumann och Siegfried Künkele. Serapias cypria ingår i släktet Serapias och familjen orkidéer.
Artens utbredningsområde är Cypern. Inga underarter finns listade i Catalogue of Life.